# Шапо
Шапо́ (фр. Chapeau) — коммуна во Франции, находится в регионе Овернь. Департамент коммуны — Алье. Входит в состав кантона Нёйи-ле-Реаль. Округ коммуны — Мулен.
Код INSEE коммуны — 03054.

## Население
Население коммуны на 2008 год составляло 223 человека.
| 1962 | 1968 | 1975 | 1982 | 1990 | 1999 | 2008 |
| ---- | ---- | ---- | ---- | ---- | ---- | ---- |
| 294  | 329  | 295  | 300  | 264  | 216  | 223  |

## Экономика
В 2007 году среди 124 человек в трудоспособном возрасте (15—64 лет) 97 были экономически активными, 27 — неактивными (показатель активности — 78,2 %, в 1999 году было 56,1 %). Из 97 активных работали 92 человека (52 мужчины и 40 женщин), безработных было 5 (1 мужчина и 4 женщины). Среди 27 неактивных 3 человека были учениками или студентами, 14 — пенсионерами, 10 были неактивными по другим причинам.